# Folsomides monosetis
Folsomides monosetis är en urinsektsart som beskrevs av Zaher Massoud och Rapoport 1968. Folsomides monosetis ingår i släktet Folsomides och familjen Isotomidae. Inga underarter finns listade i Catalogue of Life.